# Carl Oesterley den yngre

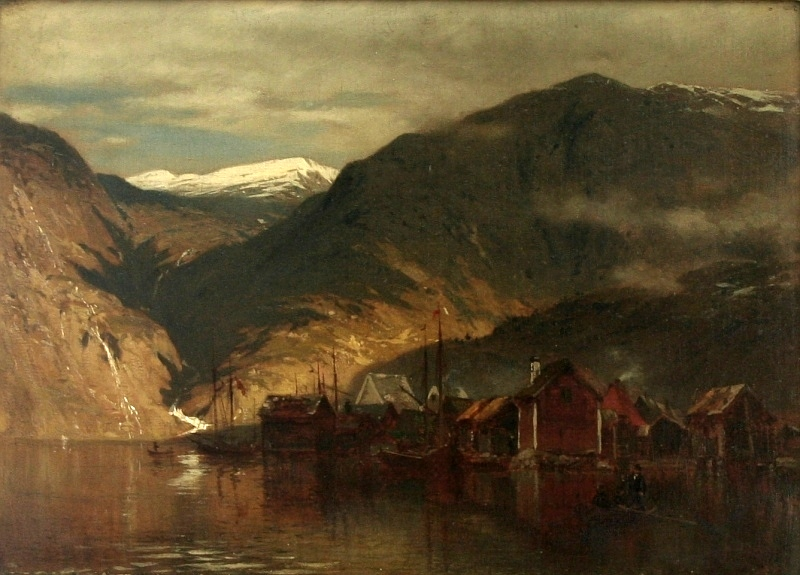
Norskt fjordlandskap, målat av Carl Oesterley den yngre.

Carl August Heinrich Ferdinand Oesterley, född den 23 januari 1839 i Göttingen, död den 13 december 1930 i Altona, var en tysk målare, son till Carl Oesterley.
Oesterley började med att måla religiösa bilder, övergick till landskapsmåleri, utförde motiv från Nord-Tyskland och från Norge, dit han gjorde upprepade studieresor. Han är representerad i nationalgallerierna i London och Berlin, i museerna i Hamburg och Leipzig med flera.